# Cyclaspis coelebs
Cyclaspis coelebs is een zeekommasoort uit de familie van de Bodotriidae. De wetenschappelijke naam van de soort is voor het eerst geldig gepubliceerd in 1917 door Calman.